# Харпо Маркс
Артур „Харпо” Маркс (енгл. Arthur "Harpo" Marx; Њујорк, 23 .новембар 1888 — Лос Анђелес, 28. септембар 1964) био је амерички комичар, мимичар, музичар и и други најстарији од браће Маркс. Најпознатији је по томе што је током наступа свирао харфу по којој је и добио надимак, те по томе што никада није изговорио нити једну реч током наступа. Његове комедије су мешавина водвиља, пантомиме, импровизације и циркуса.

## Младост
Харпо је рођен 23. новембра 1888. године на Менхетну у Њујорку. Одрастао је у насељу Карнеги Брдо, на горњој источној страни Менхетна, касније ће Харпо изјавити, да је  стан који се ту налази "Први прави дом кога се сећам.", ово насеље је било препуно имиграната који су долазили из Европе, највише уметника. У комшилуку су се налазиле многе историјске куће и друге зграде, као што је кућа Вилијама Годбија Лоу (Wiliam Goadby Loew) (данас школа Спенс).
Његови родитељи су били Сем Маркс(Sam Marx), (познат по надимку „Француз“) и његова супруга, Мини Шонберг Маркс (Minnie Schoenberg), сестра комичара и водвиљског извођача Ал Шена( Аl Sheean). Марксова породица је била јеврејска. Његова мајка је била из Источне Фризије, Немачка, а отац, кројач, био је из Алзаса, који је био део Другог француског царства у време када је старији Маркс рођен и током већег дела његовог детињства.
Харпо је добио мало формалног образовања и напустио је њујоршку државну школу 86, са осам година (углавном због малтретирања) током свог другог покушаја да положи други разред. Почео је да ради разне послове,укључујући продају новина, рад у месари и као канцеларијски помоћник, заједно са својим старијим братом Чиком, како би допринео породичном буџету.

## Каријера
У јануару 1910. Харпо се придружио двојици своје млађе браће, Џулијусу (касније „Гручо“) и Милтону (касније „Гумо“), да би формирао „Три славуја“ који ће касније бити преименован у „Браћа Маркс“. Постоје разне непроверене приче које покушавају да објасне Харпову еволуцију као „тихи“ лик међу браћом. У својим мемоарима, Гручо је написао да Харпо једноставно није био баш добар у памћењу дијалога, па је стога био идеалан да прикаже архетипску водвиљску улогу „будала који не може да говори“.
Постоје различите приче о пореклу уметничког имена Харпо. Прва сугерише да је псеудоним настао током карташке игре у позоришту Орфеум у Галесбургу, Илиноис. У овој верзији приче Арт Фишер, позоришни глумац, Маркса је назвао „Харпо“ јер је свирао харфу. Међутим, ова верзија догађаја је спорна, барем делимично зато што је позориште Орфеум изграђено тек крајем 1916. године, док се Харпо касније сећао да је име добио 1914. Нема спора да је Фишер сковао име, али неки извори наводе ранији датум. Харпо је научио како да држи харфу тако што је опонашао анђела који свира харфу на слици коју је видео. Нико у граду није знао да свира харфу, па ју је Харпо наштимовао најбоље што је могао, почевши од једне основне ноте па на даље. Почео је да учи да свира инструмент, без часова. Три године касније, открио је да га је погрешно подесио жице, али да је његов метод правио много мање трења на жицама. Упркос Харповом музичком таленту, никада није научио да чита ноте или пише музику. Иако је плаћао врхунским музичарима лепе хонораре да га науче „правилној“ техници свирања харфе, он је задржао свој јединствени стил целог живота (његови „учитељи“, фасцинирани његовом техником, проводили су своје часове гледајући и слушајући како Маркс свира). Након његове смрти 1964. године, једна од Харпових харфи је поклоњена Израелу, и на крају је нашла дом у израелском оркестру.
Харпо је променио своје име из „Адолф“, име које није волео (као дете, уместо њега су га рутински звали „Ахди“), у „Артур“ од 1911. године. Сличност са именом истакнутог чикашког адвоката за шоу бизнис Адолфа Маркса, можда је додатно охрабрила промену. Урбане приче које наводе да је до промене имена дошло током Првог светског рата због антинемачких осећања у САД, или током Другог светског рата су неосноване.
Његово прво појављивање на екрану било је у филму Ризик хумора 1921. (Humor Risk), са својом браћом, иако је према Гручу, филм приказан само једном, а затим изгубљен. Четири године касније, Харпо се појавио без своје браће као „Сеоски Петар Пан“ у Превише пољубаца (Too Many Kisses) који је претходио првом заједничком филму браће, Кокос Лудаци (The Cocoanuts) за 4 године. У филму Превише пољубаца, Харпо је изговорио прву и једину реченицу пред камером у филму: „Сигуран си да не можеш да се помериш?“ (речено је везаном хероју филма пре него што га је ударио). Прикладно, то је био неми филм, а публика је видела само како се померају његове усне и текст на следећој карти.
Харпо је често постављан као Чиков ексцентрични партнер у злочину, коме је често помагао, и/или узнемиравао Чика дајући му ногу, као алтернативу руковању или једноставно да је одмори.
Харпо је постао познат по реквизитима за вид, а посебно по наизглед бесконачном броју чудних ствари који су се налазили у превеликим џеповима његовог капута. У филму Коњска длака 1932.(The Horse Feathers), Гручо, позивајући се на немогућу ситуацију, каже Харпу да не може да „пали свећу на оба краја“. Харпо одмах вади из џепа свог капута упаљену свећу која гори на оба краја. У истом филму, бескућник на улици тражи од Харпа новац за шољицу кафе, а он потом из свог капута вади шољу која кључа, заједно са тањиром. Харпо је често користио изразе лица и мимику да би пренео своју поенту уместо да говори.
Харпо је даље обликовао свој карактер ношењем „перике страха“. На почетку његове каријере, перика је била обојена у розе, о чему сведоче филмски плакати у боји тог времена и алузије на њега у филмовима, са именима ликова као што је „Пинки“ у Пачјој супи (The Duck Soup). Ова перика се понекад појављивала као плава на екрану због црно-белог филма који се користио у то време. У неким филмовима, Харпо је заправо носио плаву перику. Временом је потамнио ружичасту до више црвенкасте боје, на коју су филмови поново алудирали са именима ликова, као што је име његовог лика у филму Ноћ у Казабланци "Рђави".
Остала браћа Маркс, повремено су спомињали његово неговорење у њиховим раним филмовима, који су пазили да представе то што његов лик не говори више као избор него инвалидитет. У стварности, одлука да ћути почела је када је Харпо добио негативну критику, која је сугерисала да је Харпов приказ будале био убедљив све док није проговорио. Убрзо након тога, ујак Браће је поделио са Харпом сценарио који је написао за њих. Харпо је био запрепашћен када је открио да има само три реда и рекао је свом ујаку: "Па, можда уопште нећу да причам!". Ово је мишљено саркастично, али његовом ујаку се та идеја допала.
Године 1933, након дипломатског признања Совјетског Савеза од стране САД, Харпо је провео шест недеља у Москви као извођач и амбасадор добре воље. Његова турнеја је била огроман успех, шоу је трајао шест недеља. У то време, Харпо и совјетски министар спољних послова Максим Литвинов су постали пријатељи и чак су заједно изводили пар сцена. За то време служио је као тајни курир, достављајући саопштења у и из амбасаде САД у Москви на захтев амбасадора Вилијама Кристијана Булита млађег (William Christian Bullitt Jr), кријумчаривши поруке у и из Совјетског Савеза тако што је везао запечаћену коверту на ногу испод панталона.

## Приватни живот
Харпов брак са глумицом Сузан Флеминг је од 28. септембра 1936. године постао јавности познат следећег месеца захваљујући телеграму честитке који је послао председник Френклин Д. Рузвелт. Харпов брак, као и Гумов, био је доживотан (Гручо се разводио три пута, Зепо два пута и Чико једном). Пар је усвојио четворо деце: Била (Bill), (рођен 1937), Алекса(Alex) (1943—2006), Џимија(Jimmy) и Мини(Minnie). Када га је Џорџ Барнс(George Burns) 1948, питао колико деце планира да усвоји, он је одговорио: „Желео бих да усвојим онолико деце колико имам прозора у кући. Дакле, када одем на посао, желим дете на сваки прозор, да ми маше.“
Године 1961. Харпо је објавио своју аутобиографију „Харпо говори!" (Harpo Speaks!). Пошто никада није изговорио ниједну реч у карактеру, многи су веровали да је заправо нем. Заправо, снимци његовог гласа на радију и телевизији могу се наћи на интернету, у документарцима и на бонус материјалима ДВД-ова браће Маркс. Новинар који га је интервјуисао раних 1930-их написао је да Харпо „имао дубок и истакнут глас, као професионални спикер“, и као његова браћа, целог живота је говорио њујоршким нагласком. Према онима који су га лично познавали, Харпов глас је био много дубљи од Гручовог, али је такође био веома сличан Чиковом. Његов син Бил се присећао да је Харпо имао веома дубок и зрео тихи глас, али да „није био речит“ као друга браћа Маркс, већ је више волео да слуша и учи од других.
Харпо се последњи пут појавио у јавности 19. јануара 1963. године, када је објавио да се повлачи, због чега је певач/комичар Алан Шерман (Alan Sherman) бризнуо у плач. Комичар Стив Ален (Steve Allen), који је био у публици, сетио се да је Харпо неколико минута говорио о својој каријери, и како ће му све то недостајати, и више пута је прекидао Шермана када је покушао да говори. Алан се сећа да  је публика сматрала овај ретки Харпов говор шармантно ироничним, његово лично мишљење је било да Харпо „не би ћутао!“. Харпо, страствени играч крокета, примљен је у Кућу славних крокета 1979. године.

## Смрт
Маркс је умро у болници после операције 28. септембра 1964. године у 75. години. Његова жена, Сузан је била уз њега на самрти. Речено је да је Харпова смрт веома тешко погодила осталу браћу Маркс. Гручов син Артур Маркс, који је присуствовао сахрани са већином породице Маркс,касније је рекао да је Харпова сахрана била једини пут у његовом животу да је икада видео свог оца како плаче. У свом тестаменту, Харпо Маркс је поклонио своју заштићену харфу, Израелу, где је касније коришћена у израелском оркестру. Његови посмртни остаци су кремирани на холивудском гробљу.

## Заоставштина
Харпова препознатљива одећа, састојала се од капута са превеликим џеповима, црвене перике (за сваки филм после Кокосових лудака, прелазио је на плаву јер је црвена перика сликана тамно у црно-белом), цилиндар, комични рог који се чуо у његовим фимовима и увек присутној харфи. Временом му је његов таленат донео међународну репутацију јер је наступао у филмовима, као и на позоришним представама широм света.

## Фимографија
| Година | Српски Назив                 | Изворни назив                | Улога             |
| ------ | ---------------------------- | ---------------------------- | ----------------- |
| 1921   | Ризик Хумора                 | Humor Risk                   | Вотсон            |
| 1925   | Превише пољубаца             | Too Many Kisses              | Сеоски Петар Пан  |
| 1929   | Кокос Лудаци                 | The Cocoanuts                | Харпо             |
| 1930   | Урнебесни Ловци              | Animal Crackers              | Професор          |
| 1931   | Кућа коју су сенке изградиле | The House That Shadows Built | Трговац           |
| 1931   | Мајмунска посла              | Monkey Business              | Харпо             |
| 1932   |                              | Hollywood on Parade, #A-5    | Себе              |
| 1932   | Коњска длака                 | Horse Feathers               | Пинки             |
| 1932   |                              | Hollywood on Parade, #11     | Себе              |
| 1933   | Пачија супа                  | Duck Soup                    | Пинки             |
| 1935   | Ноћ у опери                  | A Night at the Opera         | Томасо            |
| 1935   |                              | La Fiesta de Santa Barbara   | Себе              |
| 1937   | Дан на тркама                | A Day at the Races           | Стафи             |
| 1938   | Собна услуга                 | Room Service                 | Преварант Енглунд |
| 1939   | У циркусу                    | At the Circus                | ,,Панчи"          |
| 1940   | Иди на запад                 | Go West                      | ,,Рђави" Панело   |
| 1941   | Велика продавница            | The Big Store                | ,,Вацки"          |
| 1943   |                              | Stage Door Canteen           | Харпо Маркс       |
| 1945   |                              | All Star Bond Rally          | Себе              |
| 1946   | Ноћ у Казабланци             | The Night in Casablanca      | Рђави             |
| 1949   | Воли срећно                  | Love Happy                   | Харпо             |
| 1957   | Прича о човечанству          | The Story of Mankind         | Исак Њутн         |